# Chionopappus
Chionopappus é um género botânico pertencente à família Asteraceae.